# Шабан, Зейна
Зейна Шабан (араб. زينة شعبان‎; род. 12 мая 1988, Амман, Иордания) — иорданская спортсменка, игрок в настольный теннис, участница двух летних Олимпийских игр.

## Спортивная биография
В 5 лет Шабан начала заниматься гимнастикой, в 7 лет увлеклась настольным теннисом, в который периодически играла со своим отцом. В 11 лет Шабан встала перед выбором вида спорта, на котором она могла бы сконцентрировать своё внимание. В итоге она остановилась на настольном теннисе. Во многом этому поспособствовала этому поездка всей семьи в 1996 году в Атланту на летние Олимпийские игры 1996 года. В США ей удалось познакомиться с известной китайской теннисисткой Дэн Япин. По возвращении из США для маленькой Зейны наняли тренера, который стал заниматься с ней настольным теннисом. С юного возраста Шабан начала выступать на детских международных турнирах. В 2003 году иорданская спортсменка стала второй на арабском кубке, что гарантировало ей место на летних Олимпийских играх 2004 года.
На Играх в Афинах Шабан стартовала с первого раунда. Первой соперницей для Зейны стала теннисистка из Гондураса Ииззва Медина. Матч продолжался все 7 возможных раундов и завершился победой Шабан. Во втором раунде ей противостояла румынка Адриана Замфир. Шабан смогла навязать борьбу в первой партии и даже выиграла её 11:8, но следующие четыре партии остались за румынкой, которая и прошла дальше. После игр король иордании Абдалла II наградил Шабан медалью короля Хуссейна. В 2005 году Зейна стала победительницей арабского кубка, как в одиночном, так и в парном разряде.
На летних Олимпийских играх 2008 года в Пекине Шабан было доверено право нести флаг Иордании на церемонии открытия. В олимпийском турнире иорданская теннисистка вновь стартовала с первого раунда. Соперницей Зейны была словацкая спортсменка Дана Гадацова. Борьбы в матче не получилось и Шабан в 4-х партиях уступила Гадацовой и выбыла из дальнейшей борьбы.

## Достижения
- Спортсменка года в Иордании: 2003

## Личная жизнь
- Получила экономическое образование в Лондонском университете.
- 22 июля 2011 года вышла замуж за принца Рашида ибн Хасана[англ.], который является двоюродным братом короля Иордании Абдаллы II.